# Conducto de Havers

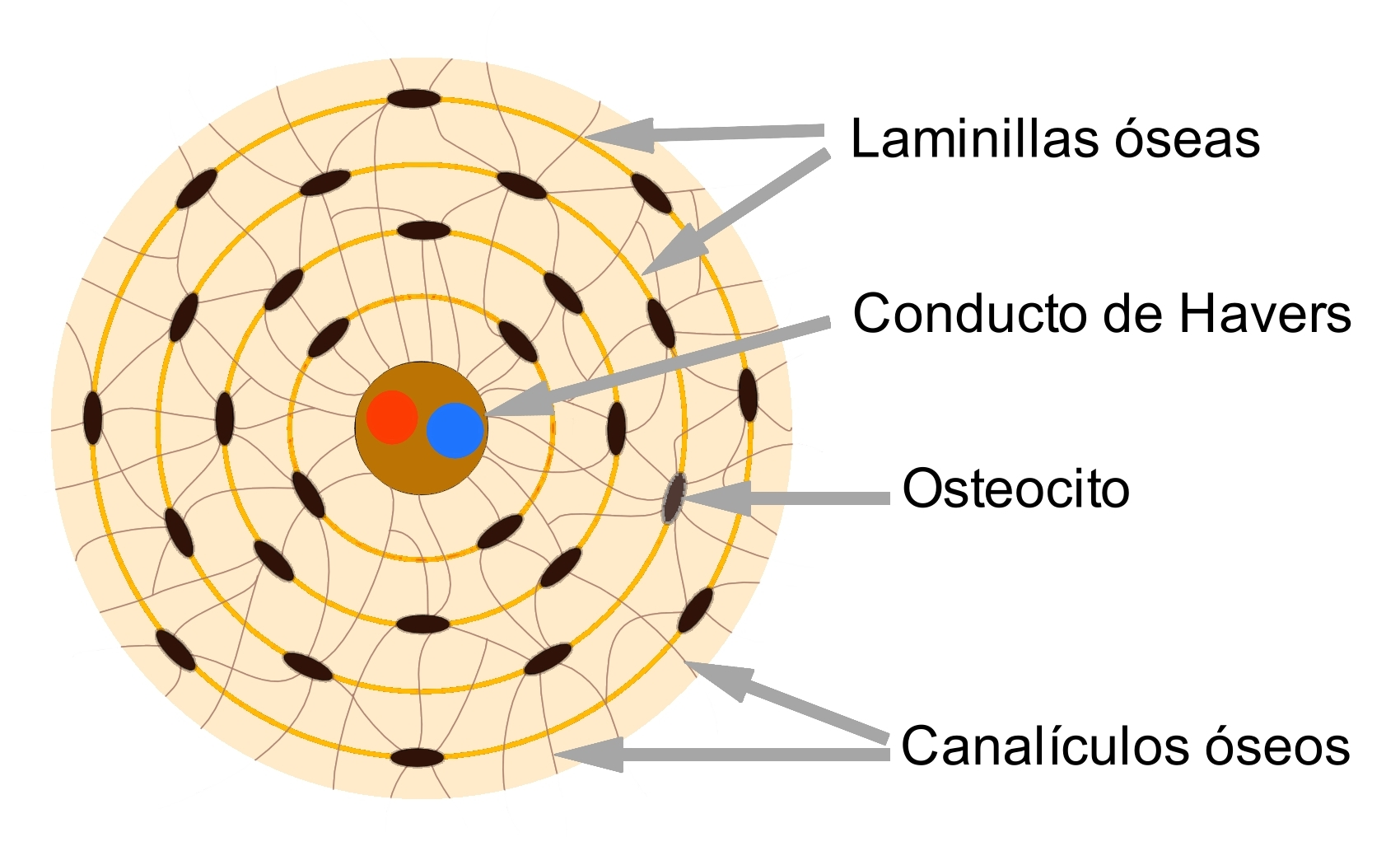
Sección de una osteona. En el centro puede verse un conducto de Havers.

El conducto de Havers o conducto osteónico (también llamado canal de Havers) es una cavidad producto de la disposición radial de las laminillas concéntricas de una osteona (o Sistema de Havers). Dentro del mismo transcurren vasos y nervios para vascularizar e inervar al hueso..